# Krematorium Baumschulenweg

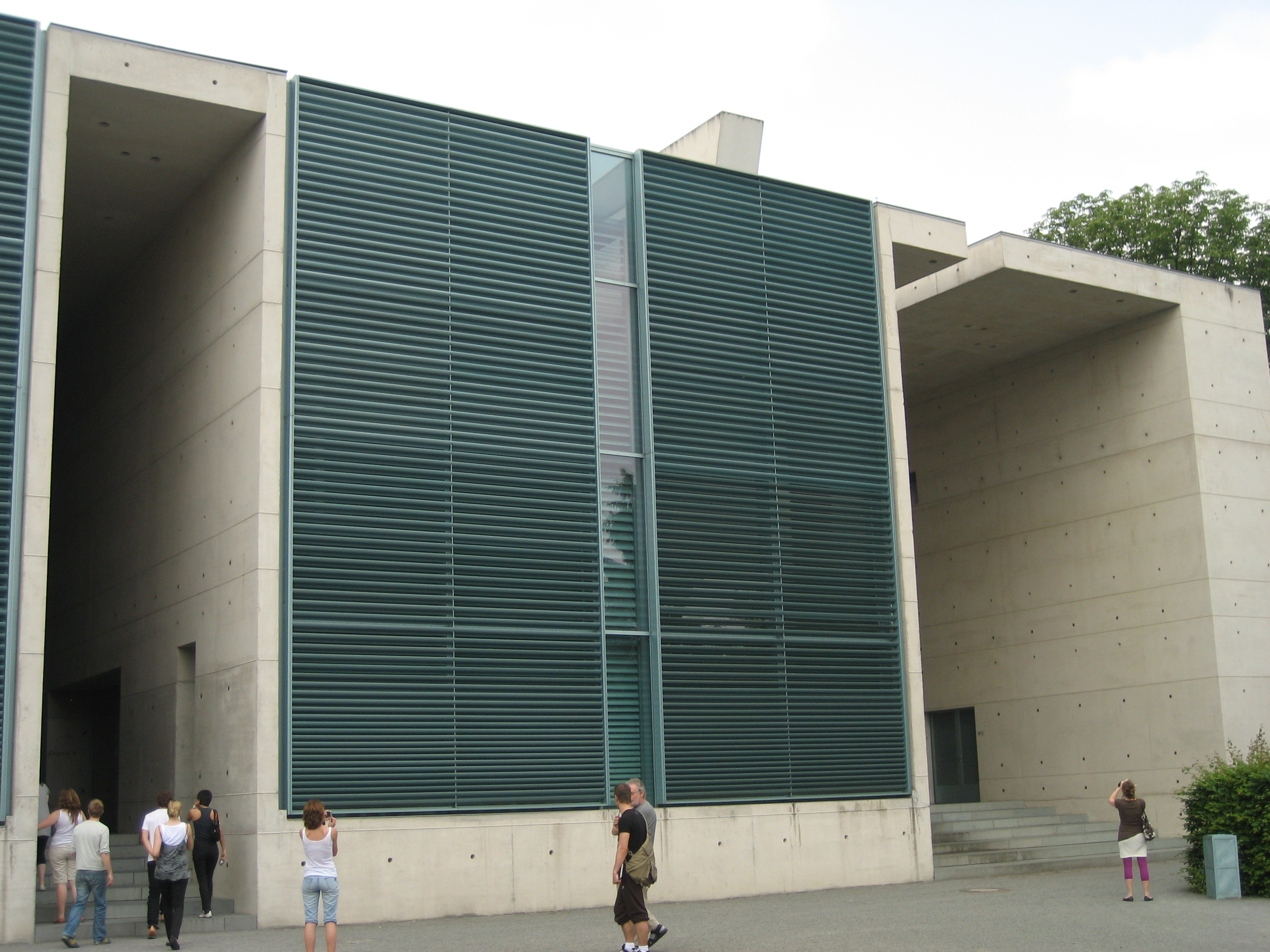
Krematorium Baumschulenweg

Krematorium Baumschulenweg är ett kommunalt krematorium i Berlin. Det uppfördes mellan 1996 och 1998 i nuvarande stadsdelsområdet Treptow-Köpenick, i ett område som domineras av plantskolor och odlingar. Anläggningen ligger i anslutning till en större begravningsplats invid Kiefholzstrasse och ersatte stadens tidigare största krematorium som 1994 tvingats stänga på grund av en föråldrad teknik som ledde till utsläpp och föroreningar. Krematorium Baumschulenweg är religiöst obundet och genomför årligen omkring 13 000 kremeringar.

## Arkitektur
Anläggningen ritades av arkitekterna Axel Schultes och Charlotte Frank och omfattar ett unisont byggnadsblock med kondoleanshall och begravningskapell i markplan och brännugnarna under mark. På grund av kravet på effektivet och en hög kapacitet brottades arkitekterna länge med problemet att skapa en byggnad som samtidigt på ett värdigt sätt skulle kunna inrymma flera begravningsceremonier. Lösningen blev en central entréhall med nära tredubbel takhöjd, vilken omges av tre begravningsrum och ekonomiutrymmen. I entréhallen dominerar de kala betongväggarna, samt ett trettiotal fritt utplacerade pelare vilka bär taket i horisontalled, vilket möjliggör ljusinsläpp rakt ovanför. Mitt i hallen finns en vattenspegel över vilken ett ägg svävar som en symbol för livet. I nischer ligger högar med finkornig sand. 
De tre begravningsrummen har en lägre takhöjd och får ljus genom stora panoramafönster som vetter mot begravningsplatsen. Dessa fönster har en utanpåliggande rasterpanel i blågrönt stål, vilket skiktar och färgar ljuset i rummen. Detta färgtema går för övrigt igen även i inredning och detaljer.
Utifrån uttrycker krematoriet en monumental enkelhet som påminner om ett antikt grekiskt tempel. De dominerande bärande och slutna strukturerna i rå betong bryts av fönsterrastren och smala ingångsslitsar. Man når byggnaden från en rak processionsväg som inleds av en äldre entrébyggnad från tidigt 1900-tal. Krematorium Baumschulenweg har fått flera priser för sin arkitektur och rumslösningar, vilket gjort byggnaden till något av en turistattraktion. Förutom kremeringar och begravningar hålls där också regelbundet konserter med mestadels sakral musik.